# Coullemont
Coullemont település Franciaországban, Pas-de-Calais megyében. Lakosainak száma 116 fő (2022. január 1.). Coullemont Sombrin, Saulty, Warluzel, Humbercourt és Couturelle községekkel határos.

## Népesség
A település népességének változása:
| Lakosok száma | 103  | 109  | 118  | 122  | 122  | 125  | 125  | 120  | 116  |
|               | 2013 | 2015 | 2016 | 2017 | 2018 | 2019 | 2020 | 2021 | 2022 |